# Peter Kingsbery
 (février 2024).
 (février 2024).
 (février 2024).

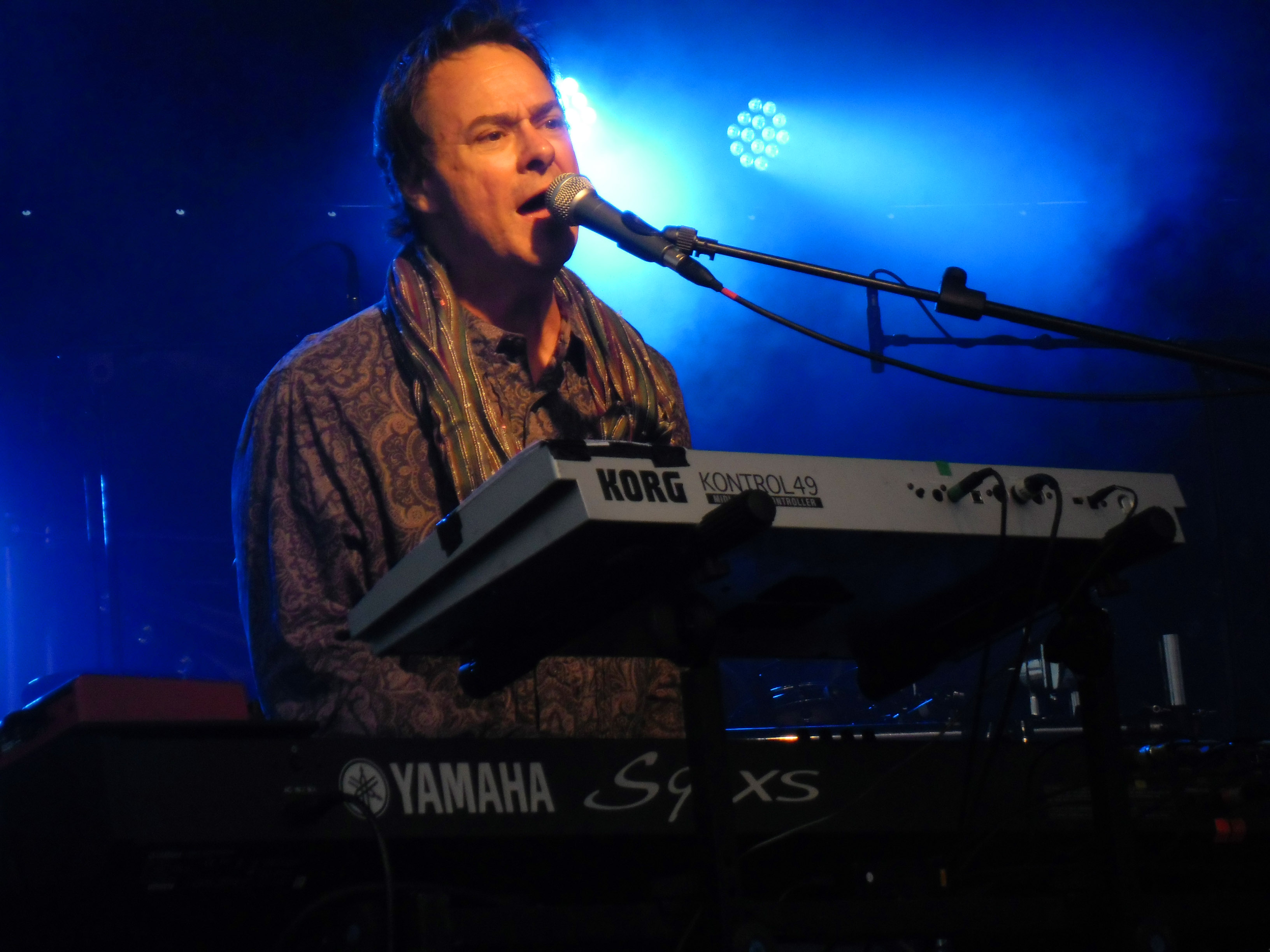
Peter Kingsbery lors d'un concert de Cock Robin à Saint-Quay-Portrieux en juillet 2011.

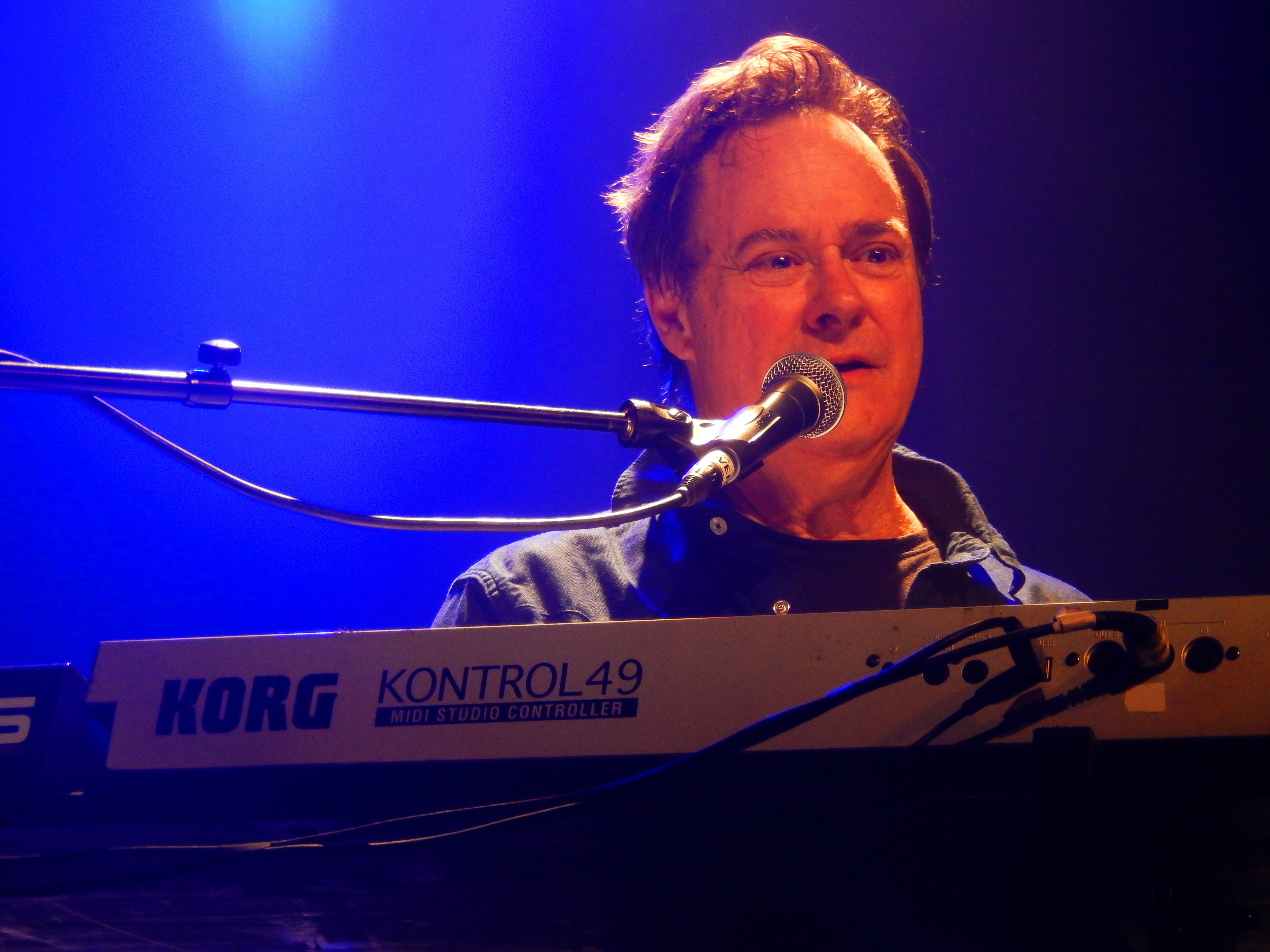
Peter Kingsbery lors d'un concert de Cock Robin à Louvigné-du-Désert en février 2016.

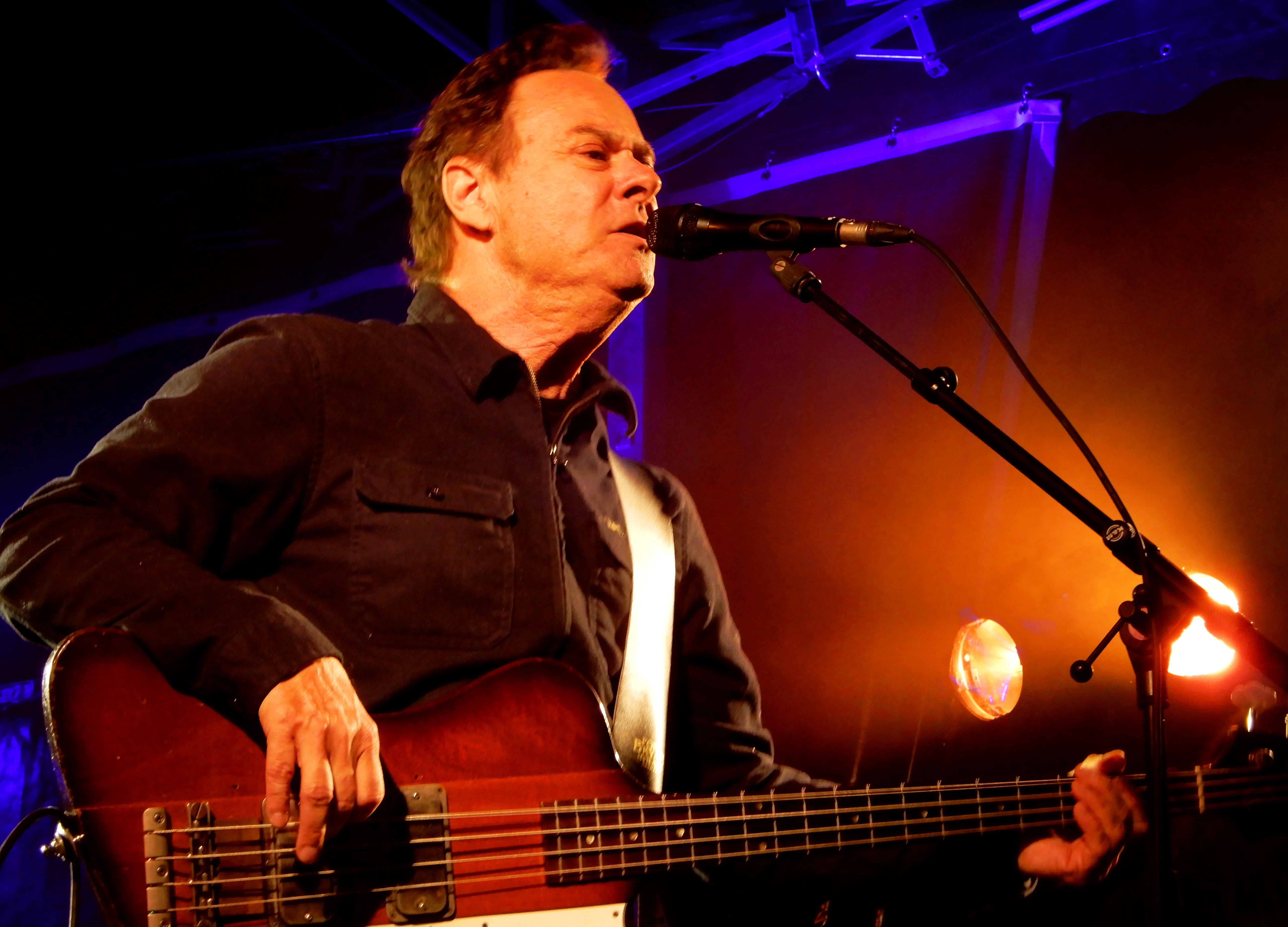
Peter Kingsbery à Grandchamp-des-Fontaines le 13 septembre 2019.

Peter Kingsbery, né le 2 décembre 1952 à Phoenix (Arizona), est un auteur-compositeur-interprète américain. Jouant de plusieurs instruments, il est entre autres pianiste, claviériste, bassiste et guitariste. Il a co-créé le groupe Cock Robin au début des années 1980 et, lorsque celui-ci s'est séparé en 1990, a poursuivi une carrière solo. Depuis la reformation du groupe en 2006, il met à nouveau ses talents d'auteur-compositeur, chanteur et musicien au service de Cock Robin.

## Carrière

### Débuts
Peter Kingsbery grandit à Austin (Texas) où il suit des études de musique classique. Il s'installe ensuite à Nashville (Tennessee) où il commence une carrière de musicien (il accompagne Brenda Lee au piano pour quelques tournées), puis au début des années 1980 à Los Angeles. Il entame également une carrière d'auteur-compositeur de chansons. Il cède des chansons à Smokey Robinson, et l'une de ses compositions, Pilot Error, chantée par Stephanie Mills, obtient un certain succès dans les dance charts en 1983. Toujours au début des années 1980, il crée le groupe Cock Robin avec Anna LaCazio.

### Carrière solo
Après la séparation du groupe en 1990, Peter Kingsbery poursuit une carrière solo en France, où il s'installe. Après avoir signé chez un nouveau label (Barclay), il enregistre son premier album solo en 1991 en Californie, qu'il coproduit avec son ami, le batteur Pat Mastelotto. Kingsbery décide d'étendre son champ musical en jouant du piano, de l'orgue, mais aussi de l'accordéon. Tranchant avec le style de Cock Robin, il introduit des instruments plus classiques comme des instruments à vent (saxophone, flûte, trombone et euphonium) ou traditionnels comme l'oud (ou luth oriental, conférant des accents slaves à la chanson Hélène). Outre Mastelotto, certains des musiciens avec lesquels Kingsbery enregistre cet album ont participé à l'aventure de Cock Robin : Clive Wright, John Pierce, Corky James et Tim Pierce. Phil Solem, du groupe The Rembrandts, contribue également à cet opus. Contrairement à ce qu'il avait l'habitude de faire dans les albums de Cock Robin, Kingsbery enregistre une reprise : How Can I Be Sure, un succès du groupe The Rascals datant de 1968. Cet album est suivi d'une tournée en France, qu'il réalise uniquement au piano dans de petites salles en province et à Paris (en 1992, il joue devant un Théâtre Grévin comble).
Peu de temps après, Kingsbery participe à Tycoon, le CD de Starmania dans son adaptation en anglais par Tim Rice. Il y interprète Only The Very Best et Ego Trip.
En 1995 sort son deuxième album intitulé “Once in a Million“. Enregistré dans différents studios (à Los Angeles, Londres, Paris, Toulouse, Biarritz et Bruxelles), il continue d'employer des instruments classiques (cordes, trompette et harmonica). Parmi les musiciens, outre les habituels Clive Wright et Pat Mastelotto, figurent quelques Français comme le batteur Hervé Koster ou le musicien de jazz Stéphane Belmondo. Cet album est également suivi d'une tournée de quelques dates en France.
Sorti en 1997, son troisième album est entièrement enregistré en France (à Charenton, Carpentras et Paris) avec la participation de musiciens français tels que Matthieu Chedid. Fait unique dans la discographie du chanteur auteur-compositeur, le titre de l'album n'est pas issu d'une de ses chansons originales mais d'un hit du groupe américain The Left Banke datant de 1966-1967, Pretty Ballerina. Il comprend plusieurs reprises de chansons, dont certaines originalement écrites par Kingsbery lui-même : Brand New Year issu de son précédent album, et More Than Willing du premier album de Cock Robin, reprise à laquelle participe pour l'occasion Anna LaCazio. 
Le rythme d'enregistrement en studio se ralentit dans les années qui suivent, Kingsbery continuant à se produire dans de petites salles. Il faut attendre 2002 pour trouver un nouvel album du chanteur dans les bacs, différent des précédents tant dans le style que dans la langue : à l'exception d'une chanson, le CD est chanté en français. L'album ne bénéficie toutefois pas des textes de Kingsbery, qui a fait appel à un parolier français, Patrice Guirao. Musicalement, Kingsbery laisse une large place aux synthés et rythmiques électriques.
Aucun des quatre albums de Peter Kingsbery n'a atteint le succès des albums de Cock Robin, et Kingsbery n'a plus retrouvé le niveau de notoriété qui était le sien, même en France.
Depuis 2006, Peter Kingsbery se retrouve à nouveau sur le devant de la scène avec le retour de Cock Robin.

## Discographie
- 1991 : A Different Man
- 1995 : Once In A Million
- 1997 : Pretty Ballerina
- 2002 : Mon Inconnue

Voir également la discographie de Cock Robin.